# Пурешка
Пурешка — деревня в составе Демидовского сельского поселения Пестяковского района Ивановской области.

## География
Располагается на берегу реки Пурежка близ места впадения той в реку Лух. Находится в 25 км к югу от районного центра — посёлка городского типа Пестяки, и в 117 км к юго-востоку от Иванова. Относится к Якушевскому этноучастку Ландеховско-Мугреевской этнографической зоны Суздальской земли. Высота центра посёлка над уровнем моря — 95 м.

## Название
Название деревни происходит от мерянского слова «пуре», обозначающего хмельной напиток, аналогичный медовухе.

## Население
| 2010 |
| ---- |
| 6    |